# 王兴纲
王兴纲（1905年—1993年），中国人民解放军将领、中国人民解放军开国少将。
曾任中国人民解放军总政治部联络部副部长。1955年，授予中国人民解放军少将。